# Stemodia kingii
Stemodia kingii är en grobladsväxtart som beskrevs av Ferdinand von Mueller. Stemodia kingii ingår i släktet Stemodia och familjen grobladsväxter. Inga underarter finns listade i Catalogue of Life.